# پنتسلین
شهر پنتسلین (به آلمانی: Penzlin) در ایالت مکلنبورگ-فورپومن در کشور آلمان واقع شده‌است.